# وب (فیلم ۲۰۱۳)
«وب» (انگلیسی: Web (2013 film)) فیلمی در ژانر مستند است.